# Річард II (князь Капуанський)
Річард II Лисий (†1106) — нормандський граф Аверський (1091—1106), князь Капуанський (1091—1106).
Старший син Жордана I та його дружини Гайтельгріми, дочки князя Салернського Гваймара IV. Спадкував престол у юному віці та одразу був вигнаний мешканцями Капуї, які вибрали собі князя лангобарда Ландо IV. Річард перебував у вигнанні 7 років. Досягнувши повноліття він звернувся за допомогою до свого дядька графа Сицилійського Рожера I та двоюрідного брата герцога Апулійського Рожера Борси, які у 1098 обложили Капую. Місто було захоплене через 40 днів за допомогою сарацинів.
Після відновлення на престолі Річард II правив 8 років, які не були відзначені особливими подіями. Оскільки він не мав дітей, престол спадкував молодший брат Роберт.